# Alexander Lindqvist
Alexander Robin Anders Lindqvist (Sundbyberg, Sodermanland, Suecia; 12 de febrero de 1991) es un exjugador de baloncesto sueco. Con 2,05 metros de altura podía jugar tanto en la posición de ala-pívot. Es internacional con la selección de baloncesto de Suecia. 

## Trayectoria
Lindqvist es un jugador formado en el Södertälje Kings, que más tarde ha militado en los equipos suecos Uppsala Basket, Solna y KFUM Nassjo Basket, como también en el Proximus Spirou Charleroi de la liga de Bélgica y en el Aries Trikala BC de Grecia.
Comenzó la temporada 2018-19 en las filas del Sodertalje, donde promedió 12'5 puntos, 4'7 rebotes y 1'8 asistencias por partido en sus 23 minutos de media de juego. El premio a la gran temporada realizada con el Sodertalje le valió para alzarse con el título de campeón de la Svenska basketligan, en los que promedió 12’5 puntos, 4’7 rebotes y 1’8 asistencias por partido en sus 23 minutos de media de juego.
En junio de 2019 se compromete con el B the travel brand Mallorca Palma de la LEB Oro hasta el final de la temporada 2019-20. Jugó 24 partidos de liga regular, promediando 6,6 puntos, 2,4 rebotes y una valoración de 4,5 en 16:51 minutos por partido.
El 11 de septiembre de 2020 ficha por el Stjarnan Garðabær, de la máxima categoría islandesa, la Domino's deildin.